# Siparunaceae
Siparunaceae, biljna porodica iz reda lovorolike, kojoj pripada 56 vrsta unutar dvije monogeneričke potporodice drveća i grmlja iz tropskih predjela Južne Amerike i Afrike.
Poordica Siparunaceae nastala je podjelom stare parafiletičke porodice Monimiaceae (boldovke), na zasebne porodice Monimiaceae, Siparunaceae i Atherospermataceae.

## Rodovi
1. Familia Siparunaceae (DC.) Schodde (56 spp.)
  1. Subfamilia Siparunoideae Money
    1. Siparuna Aubl. (54 spp.)

  2. Subfamilia Glossocalycoideae Thorne ex Philipson
    1. Glossocalyx Benth. (2 spp.)